# Bò Afrikaner
Bò Afrikaner, còn được gọi là Bò Africander, là một giống bò taurine-indicine ("Sanga"), bò nhà ở Nam Phi.
Đàn bò Sanga được chăn nuôi bởi người Khơ me (Hottentots) khi người Hà Lan thành lập Cape Colony vào năm 1652.

## Sử dụng
Người Khơ-me sử dụng bò Afrikaner với mục đích sản sinh thịt và sữa. Afrikaner đã được sử dụng chủ yếu làm động vật phục vụ cho nông nghiệp (kéo cày) sau khi định cư ở châu Âu, thường được điều khiển thành các nhóm lớn vào khoảng 14 con. Chúng được lai tạo và phát triển để phù hợp hơn với mục đích này, và được các voortrekker đánh giá cao. Chúng cũng được sử dụng làm bò sữa, mặc dù ít phổ biến hơn, tạo ra hàm lượng chất béo sữa cao hơn các giống bò khác, mà không cần thức ăn bổ sung.

## Thương mại
Afrikaner được sử dụng trong thương mại để sản xuất thịt bò, và thường được lai tạo với các giống khác để cải thiện chất lượng thịt, đặc biệt là liên quan đến sự dịu dàng, cũng như khả năng lớn hơn của chúng để tăng trọng lượng khi được cho ăn thức ăn gia súc kém chất lượng. Xã hội giống Nam Phi thúc đẩy việc sử dụng Afrikaner như một nguồn gen cho lai giống.

## Lai giống
Việc lai giống với Afrikaner làm tăng khả năng chịu nhiệt của các giống taurine. Bò Bonsmara là kết quả của việc lai Afrikaners với Herefords và Shorthorns. Chúng được phát triển trong những năm 1960. Bò Belmont Red là kết quả của việc lai Afrikaner với Bò Hereford và Bò Shorthorn bởi CSIRO ở Rockhampton, Queensland. Chúng được nuôi trong một nỗ lực để sản xuất một giống phù hợp hơn với sản xuất thịt bò ở những vùng nóng và khô.